# Wasyl Kwasznia

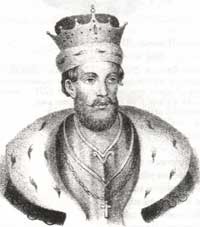
Wasyl Kwasznia.

Wasyl Kwasznia (ur. 1241, zm. 1277) – książę kostromski od 1246, wielki książę włodzimierski od 1273. Syn Jarosława II. Młodszy brat Aleksandra Newskiego.